# 常熟站
常熟站位于中华人民共和国江苏省苏州市常熟市新世纪大道北延1.8公里处，是沪苏通铁路和沪宁沿江高速铁路上的车站。车站于2020年7月1日随沪苏通铁路同步开通运营。
截至2025年4月运行图，常熟站每天共办理69对图定旅客列车业务。

## 车站结构
常熟站规划总面积1.9万平方米，目前建成沪苏通场及南广场建筑面积1.1万平方米，为线下站房高架站台布局。车站主体一层，局部两层，高度25.6米。车站站场计划设置3台8线，已建成沪苏通场2台4线。本站由中铁第四勘察设计院设计，中铁十局施工建造。

### 站房设计
常熟站设计理念为“波光粼粼、七溪通海”，车站正立面采用玻璃幕墙和白色铝板相交织，形成渐变的正立面肌理，隐喻常熟七溪入海自然景观的波澜壮阔、灵动活泼。
常熟站主体为一层的候车厅，南侧设置两层通高的进站广厅。在站内天花板上，白色铝合金条板与金色铝单板拼出12组麦穗图案，寓意常熟风调雨顺、无水旱之灾，亦点明“常熟”地名的由来。天花板的灯带装饰采用镂空铝板展示常熟剪纸艺术“常熟花边”。由于车站候车厅位于站台下方，候车厅内有6个铁路桥立柱。候车厅内立柱被按照江南园林风格装饰“月亮窗”假窗，并在内手绘以泰伯仲雍、尚湖渔歌、虞派琴印书画等12幅作品，展示常熟的历史文化和非物质文化遗产。

### 公共艺术
常熟站进站广厅装饰有按照16:1放大的清代常熟籍画家周鲲绘制的《升平万国图》水墨长卷。该画展示了清朝乾隆年间常熟的自然风光、街巷市井和社会活动，被誉为“常熟的《清明上河图》”。该画原作被收藏于台北的国立故宫博物院，2020年初在常熟两岸书院和国立故宫研究院的合作下，常熟两岸书院取得《升平万国图》高清图档授权并将其捐赠给常熟站建设方，才使得该画作以放大16倍的形式出现在常熟站内。

### 站场布置
本站共规划建设3台8线，包括两座侧式站台、一座岛式站台、沪宁沿江高速铁路和沪苏通铁路两线共计四条正线与四条到发线。沪苏通铁路部分于2020年年建成启用，沪宁沿江高速铁路部分则2023年9月28日启用。常熟站站台采用混合柱雨棚设计，站房上方部分与站房立面一体化设置无站台柱大跨度雨棚，延伸部分设置有站台柱钢结构雨棚。
| 北↑ |      |                                                 |  |
|     | 侧式 |                                                 |  |
|     | 4    | 到发线                                          |  |
|     |      | （张家港站）沪宁沿江高速铁路 下行正线（太仓站） |  |
|     |      | （张家港站）沪宁沿江高速铁路 上行正线（太仓站） |  |
|     | 3    | 到发线                                          |  |
|     | 岛式 |                                                 |  |
|     | 2    | 到发线                                          |  |
|     |      | （张家港站）沪苏通铁路 下行正线（太仓港站）     |  |
|     |      | （张家港站）沪苏通铁路 上行正线（太仓港站）     |  |
|     | 1    | 到发线                                          |  |
|     | 侧式 |                                                 |  |
| 南↓ |      |                                                 |  |

## 接驳交通

### 公交
常熟站在站房西侧铁路桥下空间设置了七千余平米的公交首末站，在沪苏通铁路开通初期，常熟市开辟了多条公交线路接驳在常熟站乘降的乘客。具体途径公交如下表所示：

| 常熟站  | 常熟站                 | 常熟站 | 常熟站                 | 常熟站                                                     |
| 编号    | 路线                   | 路线   | 路线                   | 备注                                                       |
| ------- | ---------------------- | ------ | ---------------------- | ---------------------------------------------------------- |
| 游5常熟 | 常熟站                 | 区间 ⇆ | 理工学院（东湖校区）   | 原 常熟5                                                   |
| 游5常熟 | 常熟站                 | 全程 ⇆ | 沙家浜景区             | 原 常熟5                                                   |
| 12常熟  | 常熟站                 | ⇆      | 服装城客运站           |                                                            |
| 106常熟 | 常熟站                 | ⇆      | 富春江西路（香榭路口） |                                                            |
| 135常熟 | 武夷山路               | ⇆      | 常熟站                 |                                                            |
| 136常熟 | 常熟站                 | ↻      | 常熟站                 | 经香山北路、金枫家园（渠中路）、省中                       |
| 137常熟 | 常熟站                 | ↺      | 常熟站                 | 逆→顺→逆时针环线，经广播电视总台、人民桥车站、五星交警中队 |
| 226常熟 | 新材料产业园公交首末站 | ⇆      | 常熟客运北站           | 经方浜工业园、龙达飞、备战圩排涝站                         |
| 235常熟 | 兴港路公交首末站       | ⇆      | 常熟站                 | 大站快线                                                   |

### 出租车与社会车辆
常熟站南广场地下设置有大型地下停车场以及出租车上下客点。社会车辆亦可驶入地面送站通道快速送站。

### 轨道交通
本站地下预留有苏州地铁10号线的站台与站厅，2028年将接入苏州地铁交通网络。